# 15 صفر
- السبت
- الأحد
- الاثنين
- الثلاثاء
- الأربعاء
- الخميس
- الجمعة

- 283 أغسطس 2024
- 294 أغسطس 2024
- 15 أغسطس 2024
- 26 أغسطس 2024
- 37 أغسطس 2024
- 48 أغسطس 2024
- 59 أغسطس 2024
- 610 أغسطس 2024
- 711 أغسطس 2024
- 812 أغسطس 2024
- 913 أغسطس 2024
- 1014 أغسطس 2024
- 1115 أغسطس 2024
- 1216 أغسطس 2024
- 1317 أغسطس 2024
- 1418 أغسطس 2024
- 1519 أغسطس 2024
- 1620 أغسطس 2024
- 1721 أغسطس 2024
- 1822 أغسطس 2024
- 1923 أغسطس 2024
- 2024 أغسطس 2024
- 2125 أغسطس 2024
- 2226 أغسطس 2024
- 2327 أغسطس 2024
- 2428 أغسطس 2024
- 2529 أغسطس 2024
- 2630 أغسطس 2024
- 2731 أغسطس 2024
- 281 سبتمبر 2024
- 292 سبتمبر 2024
- 303 سبتمبر 2024
- 14 سبتمبر 2024
- 25 سبتمبر 2024
- 36 سبتمبر 2024

15 صَفَر أو 15 صَفَر الخير أو 15 صَفَر المُظفَّر أو يوم 15 \ 2 (اليوم الخامس عشر من الشهر الثاني) هو اليوم الخامس والأربعين من أيَّام السنة وفق التقويم الهجري القمري (العربي). يبقى بعده 309 أو 310 أيَّام لانتهاء السنة.

## أحداث
- 609هـ - هزيمة المسلمين في معركة العقاب التي كانت بين جيوش الموحدين، ومملكة قشتالة وجموع الصليبيين في أوروبا، وجرت وقائعها عند حصن العقاب بالأندلس.
- 1288هـ - مقتل المجاهد الجزائري محمد المقراني في ساحة القتال بالقرب من مدينة البويرة.
- 1323هـ - إعلان هدنة إنجرامز بين القبائل الحضرمية في اليمن.
- 1331هـ - مجموعة من أعضاء الاتحاد والترقي يقتحمون الباب العالي مقر الصدارة العظمى العثمانية، ويرغمون السلطان العثماني محمد رشاد على تعيين محمود شوكت باشا صدرًا أعظمًا وناظرًا للداخلية.
- 1355هـ - الملك فاروق يعود إلى مصر قادمًا من إنجلترا بعد أن أصبح ملكًا عليها.
- 1367هـ - مجموعة يهودية تهاجم «مقهى اللفتاوي» في البلدة القديمة من القدس وتقتل وتجرح 17 فلسطينيًا.
- 1395هـ - اندلاع تظاهرة شعبية مناهضة للحكومة اللبنانية في صيدا لدعم الصيادين أدت إلى وقوع أعمال عنف أصيب فيها مؤسس التنظيم الشعبي الناصري النائب معروف سعد.
- 1397هـ -
  - مكتب تنسيق التعريب بالرباط يعقد مؤتمره الثالث بطرابلس الليبية ويقر عددًا من المصطلحات في العلوم المختلفة. ويهدف المكتب إلى توحيد المصطلح العلمي العربي.
  - انتفاضة للشيعة في العراق بسبب منعهم من احياء ذكرى الأربعين.
- 1399هـ - الزعيم الإيراني روح الله الخميني يعلن في باريس عن تشكيل المجلس الأعلى للثورة الإسلامية التي ستنجح في تنحية شاه إيران وإسقاط نظامه، وتجبره على الفرار من إيران.
- 1425هـ - قوات الاحتلال الأمريكي تشن هجومًا شاملًا على الفلوجة في عملية تسميها «العزيمة القذرة» تسفر عن مقتل 700 عراقي، وقامت قوات الاحتلال بهذا الهجوم متذرعة بقتل أربعة من رجالها والتمثيل بجثثهم في الفلوجة.
- 1429هـ - افتتاح شارع المعز في منطقة الأزهر بالقاهرة الفاطمية ليكون أكبر متحف مفتوح للآثار الإسلامية.
- 1430هـ - الإسرائيليون يتوجهون لصناديق الاقتراع في انتخابات الكنيست المبكرة والتي أتت بعد فشل زعيمة حزب كاديما تسيبي ليفني بتشكيل الحكومة بعد استقاله حكومة إيهود أولمرت.
- 1431هـ - منتخب مصر لكرة القدم يفوز على منتخب غانا في نهائي كأس الأمم الأفريقية للمرة الثالثة على التوالي.
- 1435هـ - لاعب كرة القدم المصري محمد أبو تريكة يعتزل كرة القدم.
- 1439هـ -
  - نادي الوداد الرياضي يُتَوَّج بلقب دوري أبطال أفريقيا للمرة الثانية في تاريخه بعد فوزه على النادي الأهلي المصري في مجموع مبارتي النهائي.
  - السلطات السعودية توقف العشرات من الأمراء ورجال الأعمال والوزراء على خلفية تهم متعلقة بالفساد.
  - قوات الدفاع الجوي الملكي السعودي تعترض صاروخًا باليستيًّا أطلقه الحوثيون باتجاه العاصمة الرياض وسقوط شظاياه في محيط مطار الملك خالد الدولي.
  - رئيس الوزراء اللُبناني سعد الدين الحريري يُعلن في كلمةٍ مُتلفزة من الرياض استقالته بِشكلٍ مُفاجئ احتجاجًا على سياسة إيران في لُبنان والوطن العربي.
- 1440هـ - سيول في الأردن تخلف 20 قتيلاً معظمهم من الأطفال، والأردن تعلن الحداد لمدة ثلاثة أيام.

## مواليد
- 897هـ - محمد بن عبد الرحمن العلقمي، فقيه ومفسر ومحدث مدرس مصري.
- 1129هـ - مصطفى الثالث، السلطان العثماني السادس والعشرون.
- 1292 هـ - حسين البروجردي عالم دين وفقيه ومرجع شيعي إيراني.
- 1316هـ - عزيز سوريال عطية، باحث وأكاديمي مصري ورئيس مركز دراسات الشرق الأوسط بجامعة يوتا.
- 1342هـ - ثريا حلمي، ممثلة مصرية.
- 1349هـ - جابر العبد الله الجابر الصباح، وزير كويتي سابق.
- 1360هـ - محمود درويش، شاعر فلسطيني.
- 1361هـ - سناء يونس، ممثلة مصرية.
- 1389هـ - أحمد رشوان، مخرج مصري.
- 1390هـ - علاء قاسم، ممثل سوري.
- 1396هـ - عاصم حواط، ممثل سوري.
- 1397هـ -
  - زينة، ممثلة مصرية.
  - حامد زيد، شاعر كويتي.

## وفيات
- 275 هـ - المنذر بن محمد، أمير الأندلس.
- 1288هـ - محمد المقراني، مجاهد جزائري.
- 1385هـ - عزيز علي المصري، عسكري وسياسي مصري، ورائد من رواد الحركة القومية العربية.
- 1388هـ - مصطفى الشهابي، رئيس مجمع اللغة العربية بدمشق وأحد أعيان النهضة الأدبية في سوريا.
- 1416هـ - علي الوردي، عالم اجتماع ومؤرخ عراقي.
- 1429هـ - مجد البرغوثي، داعية إسلامي فلسطيني.
- 1431هـ - عز الدين إبراهيم، سياسي وأكاديمي مصري.
- 1435هـ -
  - جمال إسماعيل، ممثل مصري.
  - زهرة العلا، ممثلة مصرية.
- 1436هـ - عبد الله بها، وزير الدولة المغربي.
- 1443هـ - عبد القادر بن صالح، سياسي جزائري، ورئيس الجزائر المؤقت من أبريل إلى ديسمبر 2019.

## وصلات خارجية
- موقع قصة الإسلام: حدث في شهر صفر.